# إيباليزوماب
إيباليزوماب هو جسم مضاد وحيد النسيلة غير مثبط للمناعية طورته تانوكس ليستخدم في علاج متلازمة العوز المناعي المكتسب.
في 6 مارس 2018، حصل على ترخيص إدارة الغذاء والدواء الأمريكية ليستعمل في ليستخدم في علاج النوع الأول لفيروس متلازمة العوز المناعي المكتسب. تستعمل جرعة منه وريديا كل 14 يوما تحت إشراف طبي. ويستعمل ضمن برنامج علاجي بالإضافة لمضادات الفيروسات القهقرية.